# Lonchocarpus molinae
Lonchocarpus molinae é uma espécie vegetal da família Fabaceae.
Apenas pode ser encontrada nas Honduras.